# 水城ゆうか
水城 ゆうか（みずしろ ゆうか、1987年12月24日 - ）は、日本の元AV女優。
身長:158cm。スリーサイズ:B91(G)・W59・H85。

## 略歴・人物
2008年に「沢北希望（さわきた のぞみ）」としてAVデビュー。
2009年中頃に「水城ゆうか」に改名。

## 出演作品

### アダルトビデオ

#### 沢北希望 名義
2008年
- 東京25時 VOL.15 大都会不倫事情 （7月11日、プレステージ）
- 初脱ぎ 私の裸見てください （8月25日、CLOSE MARKET）
- 萌えあがる募集若妻 淫らに狂い出す身売りわかづま 102 のぞみさん （9月20日、プレステージ）
- 捕らえる （11月1日、DID企画）…オムニバス作品
- 全員Fカップ以上! 巨乳ギャル露天風呂!! Vol.02 （11月6日、GARCON）
- 86cm Fcup （11月19日、OPPAI）
- 女子校生の生綿パンティの脇からチ○ポ差し込んでそのまま発射 2 （12月25日、アロマ企画）…オムニバス作品
- 素人援交生中出し 43 （11月30日、プラム）
- カラダイイオンナ 3 （12月19日、エッチアールシー）
- VIVA！制服JKの尻ずり 3 （12月25日、アロマ企画）…オムニバス作品

2009年
- 団地妻生中出し 14 （1月9日、TMA）…オムニバス作品
- ラブ タイツ デリシャス evolution 3 （2月6日、エッチアールシー）…オムニバス作品
- 公共の営業中サウナに全裸の女優を放り込め!! 6 （2月10日、ブリット）…オムニバス作品
- LOVE BOOTS DELICIOUS 8 （2月20日、エッチアールシー）…オムニバス作品
- スパッツ MANIAX （3月6日、TMA）…オムニバス作品
- 首絞め 9&10 （3月30日、GIGA）…オムニバス作品
- JKSP 見せつけオナニーしまくり120分 （4月1日、ABC）…オムニバス作品
- 乳首をいじられて感じちゃった私。 敏感美少女編 （4月25日、アロマ企画）…オムニバス作品
- 巨乳素人妻「密室撮り」 VOL.1 （4月27日、ゲインコーポレーション）
- パイズリパラダイス 4 （5月19日、OPPAI）…オムニバス作品
- あなたの会社近くの可愛いコを口説いてAV出演の交渉いたします。 （5月21日、V&Rプロダクツ）
- 女狩り （5月29日、DID企画）…オムニバス作品
- 超舌ナースのフェラ抜き診察室 4時間 （7月3日、映天）…オムニバス作品

#### 水城ゆうか 名義
2009年
- 真性M （6月1日、中嶋興業）
- [新説] 職業を持つ人妻たち （6月16日、マキシング） ※「折口悠乃」名義
- 援助交際始めました。 （6月19日、S級素人）
- 巨乳露天風呂ギャル夜這いレイプ （8月6日、GARCON）…オムニバス作品
- OL援交の全記録 07 某大手有名出版社 女性週刊誌編集部勤務 Hカップ ゆうか （9月1日、カルマ）